# Robert Aumann
Yisrael Robert John Aumann (aramaico: ישראל אומן) (Francoforte sul Meno, 8 giugno 1930) è un matematico israeliano.
Membro dell'Accademia delle Scienze degli Stati Uniti, ha lavorato al Centro per lo Studio della Razionalità nell'Università Ebraica di Gerusalemme in Israele. È inoltre uno dei fondatori del "Centro per la teoria dei giochi nell'economia".
Aumann ha vinto nel 2005 il premio Nobel per l'economia per "avere accresciuto la nostra comprensione del conflitto e della cooperazione attraverso l'analisi della teoria dei giochi". Ha condiviso il premio con Thomas Schelling.

## Infanzia ed educazione
Aumann è nato a Francoforte sul Meno, Germania, per poi trasferirsi negli USA con la sua famiglia, nel 1938, due settimane prima della "notte dei cristalli". Ha frequentato il liceo del rabbino Jacob Joseph presso New York.
Si è laureato al City College of New York con un Bachelor of Science in matematica, e ricevuto il suo Master's degree nel 1952 e il Ph.D in matematica nel 1955, entrambi dal Massachusetts Institute of Technology. La sua discussione di dottorato, intitolata Asphericity of Alternating Linkages trattava la teoria dei nodi. Il suo relatore è stato George W. Whitehead.
Si è unito nel 1956 al corpo insegnanti di matematica presso l'Università Ebraica di Gerusalemme, in Israele, ed è attualmente uno degli eminenti professori in visita presso la Stony Brook University.

## Contributi

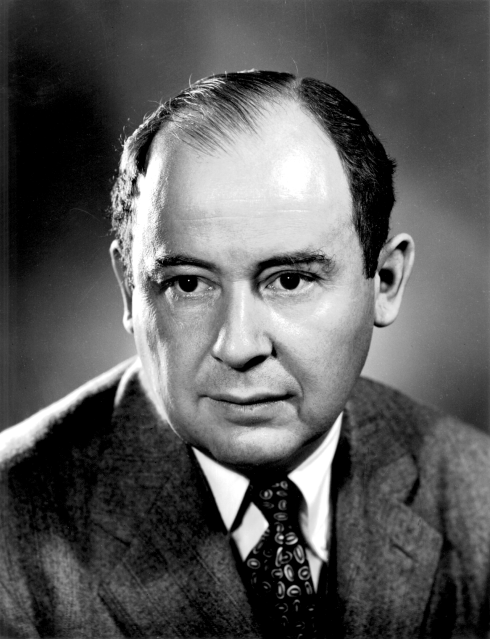
John von Neumann, uno dei padri della teoria dei giochi

Il più grande contributo di Aumann è stato, nell'ambito della teoria dei giochi, in merito ai cosiddetti "giochi ripetuti", situazioni in cui i giocatori si ritrovano più volte a giocare uno stesso "gioco componente".
Aumann fu il primo a definire il concetto di equilibrio correlato nella teoria dei giochi, ovverosia un esempio di equilibrio nei giochi non cooperativi, più flessibile e generale del classico equilibrio di Nash. Inoltre ad Aumann si deve la prima formalizzazione del concetto di conoscenza comune, precedentemente discusso da Lewis: questo concetto riveste un ruolo molto importante nell'analisi delle situazioni di interazione strategica.
Aumann, in collaborazione con Maschler, ha utilizzato la teoria dei giochi anche per analizzare un problema del Talmud su cui era stata attirata l'attenzione da Barry O'Neill. Essi hanno proposto di utilizzare il nucleolo come soluzione per il "mistero" del problema della divisione, un'antica questione nella spiegazione della base logica del Talmud nel dividere l'eredità di un marito tra le sue tre mogli, in dipendenza del valore dell'eredità. L'articolo pubblicato su questo problema è stato dedicato al figlio di Aumann, Shlomo, ucciso nella guerra del Libano mentre era arruolato come artigliere da carro armato nell'esercito israeliano.

## Attivismo e Politica

Striscia di Gaza

Aumann è un membro dei Professori per un Israele forte (PSI, Professors for a Strong Israel), un gruppo politico orientato a destra.
Aumann si oppose allo sgombero della Striscia di Gaza del 2005, definendolo un crimine contro le colonie di Gush Katif, nonché un serio pericolo per la sicurezza di Israele. Aumann è, inoltre, ampiamente comparso sui media israeliani affermando che la cessione di terre ai palestinesi è errata anche secondo i fondamenti della teoria dei giochi.
Come conseguenza per le sue prese di posizione politiche, e per l'uso della ricerca nel giustificarle, la decisione di conferirgli il premio Nobel è stata contestata sulla base del fatto che le sue posizioni giustificavano una resa d'immagine negativa da parte della stampa europea. Una petizione per cancellare il suo premio ha raccolto circa 1000 firme in tutto il mondo.
Di seguito alcune delle tesi dalla lettura di Aumann per il Nobel, rinominata "Guerra e Pace":
1. La guerra non è irrazionale, ma deve essere scientificamente studiata per poter essere compresa ed, eventualmente, vinta.
2. Lo studio dei giochi ripetuti riduce l'importanza dell'"adesso" nell'interesse del "dopo".
3. Il semplicistico ottenere la pace può causare la guerra, mentre una corsa alle armi, una credibile minaccia di conflitto ed un'assicurata distruzione mutuale possono veramente prevenire la guerra.

In un discorso del 2006 verso un movimento giovanile ebraico sionista, chiamato Bnei Akiva, ha infatti affermato che Israele si trova in "grandi problemi"; rivelando che ha paura che gli ebrei anti-sionisti Satmar potrebbero avere ragione nel considerare inutile il movimento sionista originario, secondo Aumann l'unico modo che il sionismo ha per sopravvivere è quello di avere una base religiosa.
Nel 2008, Aumann è entrato a far parte del partito politico sionista Ahi, guidato ai tempi da Effi Eitam e Yitzhak Levy.

## Premi
- 1983: Premio Harvey per la Scienza e la Tecnologia
- 1994: Premio israeliano per la ricerca economica
- 1998: Erwin Plein Nemmers Prize in Economics dalla Northwestern University[5]
- 2002: Premio Emet per l'economia
- 2005: Bank of Sweden Prize in Economic Sciences in Memory of Alfred Nobel, (ha condiviso il premio di $1.3 milioni di USD con Thomas Schelling)
- 2006: Premio Costruttore di Gerusalemme